# Thomas (9e comte de Mar)
Pour les articles homonymes, voir Thomas (prénom), Thomas et Donald.
Thomas de Mar (né vers 1330 – mort en 1377) noble écossais qui fut le 9e comte de Mar de 1332 à 1377 et le dernier représentant de l'antique lignée des mormaers de Mar.

## Origine
Thomas, 9e comte de Mar est le fils de Donald et de son épouse Isabelle, une fille putative de Alexandre Stuart de Bonkyyl. Il atteint sa majorité au debut de la décennie 1350 ce qui indique qu'il est né vers 1328/1330 après le retour de son père en Écosse en 1326.

## Comte de Mar
Le 15 janvier 1348, Édouard III d'Angleterre sans doute parce qu'il contrôle une grande partie du sud de l'Écosse confie Thomas à la garde de  William Carsewell, le 3e époux de sa mère Isabelle qu'il avait d'ailleurs abandonnée. Mais le 15 mai 1350, alors qu'il est désormais maitre de son comté, il est le témoin d'une charte du roi David II à Dundee et, en juin 1351, il entre activement dans la politique écossaise lorsqu'il est nommé commissionnaire lors des négociations du traité de paix avec l'Angleterre.
En 1357, il est l'un des otages désignés en garantie du paiement de la rançon de David II, mais il revient rapidement en Écosse, où il détient l'office de chambellan, entre 1358 et 1359. Il conserve toutefois des rapports étroits avec l'Angleterre et, le 24 février 1360, il entre au service du roi Édouard III, tout en maintenant son allégeance au roi d'Écosse. Cela lui rapporte une pension annuelle de 600 marks, avec la clause additionnelle qu'il recevrait 600 livres supplémentaires s'il perdait ses domaines en Écosse).
Le roi David II considère cette relation privilégiée comme inacceptable et, en 1361, il assiège et prend son château de Kildrummy, qu'il concède à Sir Walter Moigne . Pour justifier cette confiscation, il a été aussi avancé que Thomas de Mar était un suzerain tyrannique et qu'il pressurait ses vassaux ou qu'il était entré en conflit avec Sir William Keith, l'un des favoris du roi. Comme incitation à réparer ses méfaits le comte de Mar est condamné à une amende de 1 000 livres, payable en cinq ans sous peine de perdre définitivement son château. En 1364, Kildrummy est toujours entre les mains de Walter Moigne, bien que Thomas soit autorisé à gérer son comté. Le château lui est finalement rendu à une date indéterminée avant août 1368. La même année, il obtient un sauf conduit pour se rendre en pèlerinage à Saint-Jean d'Amiens. Il continue de voyager du nord au sud de l'Angleterre jusqu'à sa mort, sans enfant, en 1377. Le mari de sa sœur et héritière Margaret, son beau-frère William Douglas, se proclame comte de Mar.

## Unions
Thomas de Mar se marie deux fois. Il épouse vers 1352/1354 en premières noces  Margaret, fille de John Graham, comte de Menteith,  « de jure uxoris », dont il divorce en 1369 « à l'instigation du diable » . Il épouse ensuite Margaret Stuart, la fille ainée et cohéritière de Thomas Stuart qui ne tarde pas à l'abandonner. Il ne laisse pas d'enfant survivant de ses deux unions, et son héritière est sa sœur  Margaret, qui épouse William comte de Douglas.

## Source
- (en) Fiona Watson « Thomas, ninth earl of Mar (c.1330–1377)  », Oxford Dictionary of National Biography, Oxford University Press, 2004.